# قضاء الرصيفة
قضاء الرصيفة قضاء يقع في لواء الرصيفة، محافظة الزرقاء في الأردن. ينتمي القضاء للواء الرصيفة الذي يضم قضاء واحد. يقدر عدد سكانه بـ 481900 نسمة حسب إحصاء 2015.

## الوصلات الخارجية
- دائرة الاحصاءات العامة